# شهرستان بژگ
شهرستان بژگ (به لهستانی: Powiat Brzeg) یک شهرستان در لهستان است که در استان اوپوله واقع شده‌است. شهرستان بژگ ۸۷۶٫۵۲ کیلومتر مربع مساحت و ۹۱٬۰۴۴ نفر جمعیت دارد.